# 衢九铁路
衢九线，也称九景衢铁路，是从中国浙江省衢州市经景德镇市和上饶市到江西省九江市的铁路线。2011年6月10日可行性研究报告正式通过批复。该线路于2013年12月29日开工，2017年11月16日进入试运行阶段，于12月28日正式通车运营。
该线向西连接京九线、武九线，并经武九线连接京广、沪汉蓉通道，沿途与皖赣线交会，在婺源与合福客运专线交会，向东在衢州连接沪昆客运专线，是沪汉蓉与沪昆线间的辅助联络线，是华中、西南地区与东南沿海地区的又一条便捷通道。

## 概况
线路起自九江站，经铜九铁路从湖口站引出，在景德镇市与皖赣铁路交叉，再向东经婺源县并与合福客运专线交叉，继续向东经德兴市，进入浙江开化县、常山县，止于衢州市，全长343公里，其中湖口至常山段新建双线271公里，利用既有铜九、衢常铁路并增建二线72公里，既有皖赣铁路改线7.7公里。全线共设15个车站，其中新建7个，利用既有站8个。为国家一级线路，新建双线地段和辉埠至衢州段增建第二线设计时速200公里，九江至湖口段既有铜九线及琵琶湖至湖口增建第二线以及辉埠至衢州段既有衢常线均为160km/h。工程后琵琶湖至湖口区间的会让站刘家湾站将取消。
江西境内正线长244.97公里，设11个车站；浙江境内长88.38公里。
衢九鐵路為區域聯絡線鐵路，營運列車涵蓋高速列車（G字頭或D字頭動車組）和普速列車（K字頭列車）、城際列車和長途列車；
其中，和諧號CRH2型電力動車組為衢九鐵路主要車型。
衢九鐵路全線采用FZk-CTC調度集中系統，可解決列車作業與調車作業在時間與空間上的沖突，實現列車和調車作業的統一控制。

## 历史
这条铁路最早在2002年被首次提出，2004年1月国务院审议通过的《中长期铁路网规划》中正式提出九江～景德镇～衢州铁路；2004年末该铁路建设项目请求列入国家“十一五”规划。

### 衢常段
光宇集团2003年在常山设立水泥厂后，发觉由于厂址交通不便，生产的水泥难以运输。因此集团向常山县政府提出修建一条连接工厂和衢州站的专用线，但由于当地政府融资困难，铁路最终为“部省合资”的模式：上海铁路局持股35％，而常山县政府与光宇集团常山水泥有限公司各持股32.5％。随后光宇集团又出现财务危机，经过协调后线路的股权划分最终变为上海铁路局42.56%、常山县国有资产经营有限责任公司31%、民营企业常山水泥有限公司18.88%、浙江省铁路投资集团有限公司7.56%。
2007年9月29日，衢常铁路的首发仪式在辉埠站举行。按照规划，车站先期开通货运业务，待将来九景衢铁路通车后再开通客运业务。

### 前期准备
2009年4月3日出台的环评报告显示线路时速将由160公里提升至250公里，然而11月6日浙江省铁路投资集团公司宣布设计时速200公里的九景衢铁路正式获得国家发改委批复立项；12月14日《新建铁路九景衢铁路环境影响报告书（简本）》公示。
2010年9月19日设计单位和南昌铁路局就新建九景衢铁路景德镇枢纽接入方案正在进行优化比选。同年6月10日可行性研究报告正式通过批复；12月设计通过安全评审。2012年10月28日《新建铁路九景衢铁路（景德镇地区）补充环境影响报告书（简本）》公示；2013年3月22日《新建铁路九景衢铁路工程变更环境影响评价第二次公示(简本)》；8月16日《新建铁路九景衢铁路工程变更环境影响报告书简本》在环境保护部受理；根据9月的施工图审核招标公告江西段新增桥上村站以并预留五里街、洪源两个会让站。

### 建设
2013年12月9日婺源段正式开工建设，12月29日江西段开工。2014年1月22日浙江段开工。
2017年4月24日，九景衢铁路正线完成铺轨贯通。2017年11月16日，九景衢铁路进入试运行阶段；12月12日，衢九铁路计划运行图正式发布。12月28日，九景衢铁路正式通车运营。

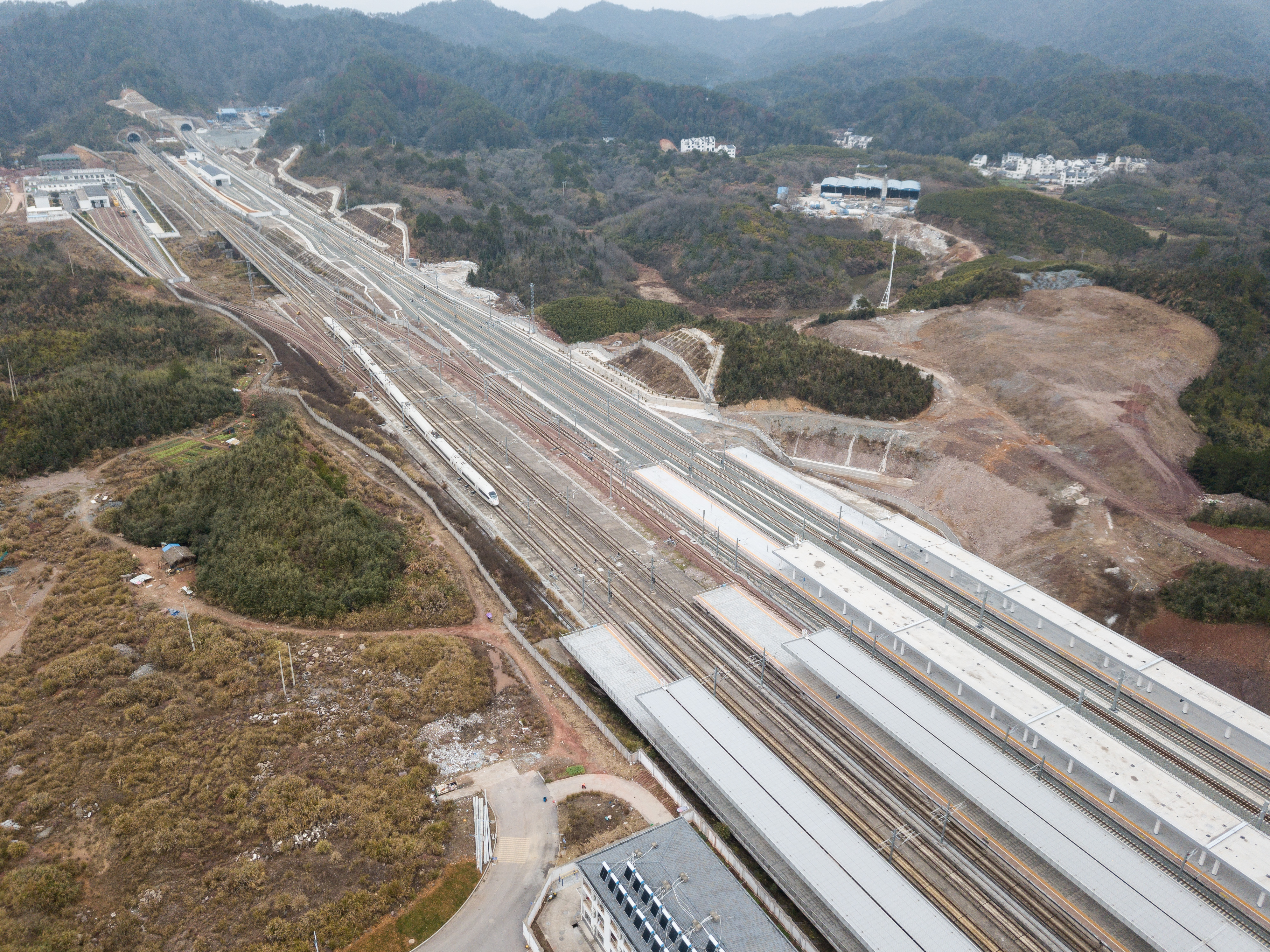
婺源站北侧合福场（左）和衢九场（右）的联络线

## 沿途车站
九江-湖口区间属于铜九铁路、辉埠-衢州区间属于衢常铁路；这两条铁路都是单线铁路因此在此工程中新增第二线。
| 路线 | 路线 | 路线 | 所在地区 | 所在地区 | 所在地区 | 车站       | 站间里程 （公里） | 连接铁路                                               | 转乘路线 | 规模         | 备注   |
| ---- | ---- | ---- | -------- | -------- | -------- | ---------- | ----------------- | ------------------------------------------------------ | -------- | ------------ | ------ |
|      |      |      | 浙江     | 衢州市   | 柯城区   | 衢州站     |                   | 沪昆铁路                                               |          | 普速场2台9线 | 客运站 |
|      |      |      | 浙江     | 衢州市   | 常山县   | 常山站     |                   |                                                        |          | 2台4线       | 中间站 |
|      |      |      | 浙江     | 衢州市   | 常山县   | 辉埠站     |                   |                                                        |          | 6线          | 中间站 |
|      |      |      | 浙江     | 衢州市   | 开化县   | 开化站     |                   |                                                        |          | 2台5线       | 中间站 |
|      |      |      | 浙江     | 衢州市   | 开化县   | 杨林镇站   |                   |                                                        |          | 4线          | 越行站 |
|      |      |      | 江西     | 上饶市   | 德兴市   | 德兴东站   |                   |                                                        |          | 2台5线       | 中间站 |
|      |      |      | 江西     | 上饶市   | 婺源县   | 婺源站     |                   | 合福客运专线                                           |          | 2台5线       | 中间站 |
|      |      |      | 江西     | 上饶市   | 婺源县   | 桥上村站   |                   |                                                        |          | 未知         | 越行站 |
|      |      |      | 江西     | 上饶市   | 婺源县   | 赋春站     |                   |                                                        |          | 4线          | 越行站 |
|      |      |      | 江西     | 景德镇市 | 浮梁县   | 景德镇北站 |                   |                                                        |          | 4台11线      | 客运站 |
|      |      |      | 江西     | 上饶市   | 鄱阳县   | 鄱阳北站   |                   |                                                        |          | 2台5线       | 中间站 |
|      |      |      | 江西     | 上饶市   | 鄱阳县   | 油墩街站   |                   |                                                        |          | 4线          | 越行站 |
|      |      |      | 江西     | 九江市   | 都昌县   | 都昌站     |                   |                                                        |          | 2台5线       | 中间站 |
|      |      |      | 江西     | 九江市   | 湖口县   | 湖口站     |                   | 铜九铁路                                               |          | 2台6线       | 中间站 |
|      |      |      | 江西     | 九江市   | 浔阳区   | 琵琶湖站   |                   |                                                        |          |              | 中间站 |
|      |      |      | 江西     | 九江市   | 濂溪区   | 九江站     |                   | 京九铁路、昌九城际铁路 合九铁路、武九铁路 武九客运专线 |          | 5台12线      | 客运站 |